# Bohuslav Novák
Bohuslav Novák (* 28. dubna 1958, Frýdek) je český římskokatolický kněz, papežský kaplan, bývalý dlouholetý farář v Kravařích.
Vystudoval teologii na Cyrilometodějské bohoslovecké fakultě v Litoměřicích a 30. června 1990 přijal v Olomouci kněžské svěcení. Poté působil jako farní vikář nejprve v olomoucké farnosti u kostela sv. Mořice a od roku 1991 v Zábřehu na Moravě, odkud jako administrátor excurrendo spravoval farnosti v Hynčině, Maletíně a Mírově. V roce 1993 byl ustanoven farním vikářem v Odrách a rok nato se stal tamním farářem. V letech 2003 až 2014 působil jako farář v Kravařích a během této doby zajistil opravu kostela sv. Mikuláše v Koutech. Několik let byl také biskupským delegátem pro trvalé jáhny v ostravsko-opavské diecézi. Roku 2006 jej papež Benedikt XVI. jmenoval kaplanem Jeho Svatosti. Od 1. července 2014 je Bohuslav Novák farářem v Ostravě-Staré Bělé.